# 芸人動画チューズデー
『芸人動画チューズデー』（げいにんどうがチューズデー）は、テレビ東京で2021年4月7日から9月29日まで水曜0:30 - 1:00に放送されていた深夜番組。

## 概要
ゲスト出演者芸人5組が、それぞれこの番組の為だけに撮影された未発表新撮動画を持ち寄り、それらの動画をTwitterでの評価や動画再生数などの総合点でランキングを決め、上位4組以外は入れ替えとなる。

## 司会
- 濱家隆一（かまいたち）[1]
- 金川紗耶（乃木坂46）[1]

## 放送リスト
| 回  | 放送日  | 放送内容                               | 参加芸人                | 参加芸人                | 参加芸人                | 参加芸人                | 参加芸人                | 備考 |
| --- | ------- | -------------------------------------- | ----------------------- | ----------------------- | ----------------------- | ----------------------- | ----------------------- | ---- |
| #1  | 4月7日  | 「テレビ界初の検証」                   | 錦鯉                    | ランジャタイ            | ラランド                | 岡田康太                | そいつどいつ            |      |
| #2  | 4月14日 | 「芸人がやってみたかったドッキリ」     | 錦鯉                    | ランジャタイ            | ラランド                | 岡田康太                | ウエストランド          |      |
| #3  | 4月21日 | 「ジャンル激せま選手権」               | 錦鯉                    | ランジャタイ            | ラランド                | ウエストランド          | 蛙亭                    |      |
| #4  | 4月28日 | 落ちたけど本当は面白い動画BEST4        | ※ランジャタイ           | ※ランジャタイ           | ※ランジャタイ           | ※ランジャタイ           | ※ランジャタイ           |      |
| #5  | 5月5日  | 「1日〇〇生活」                        | 錦鯉                    | ランジャタイ            | ラランド                | 蛙亭                    | ゼンモンキー            |      |
| #6  | 5月12日 | 「サンサーラ王選手権」                 | 錦鯉                    | ランジャタイ            | ラランド                | 蛙亭                    | Aマッソ                 |      |
| #7  | 5月19日 | 「知らないおじさん選手権」             | 錦鯉                    | ランジャタイ            | ラランド                | Aマッソ                 | ですよ。                |      |
| #8  | 5月26日 | 20本から厳選!追放動画大復活祭!         | ※ランジャタイ、Aマッソ  | ※ランジャタイ、Aマッソ  | ※ランジャタイ、Aマッソ  | ※ランジャタイ、Aマッソ  | ※ランジャタイ、Aマッソ  |      |
| #9  | 6月2日  | 「お団子まんじゅう古澤選手権」         | 錦鯉                    | ランジャタイ            | Aマッソ                 | ですよ。                | トム・ブラウン          |      |
| #10 | 6月9日  | 「泣ける動画選手権」                   | 錦鯉                    | ランジャタイ            | Aマッソ                 | トム・ブラウン          | 東京ホテイソン          |      |
| #11 | 6月16日 | 「金川紗耶選手権」                     | ランジャタイ            | Aマッソ                 | トム・ブラウン          | アインシュタイン        | 東京ホテイソン          |      |
| #12 | 6月23日 | 全9組から厳選!追放動画・大復活祭!      | ※アインシュタイン       | ※アインシュタイン       | ※アインシュタイン       | ※アインシュタイン       | ※アインシュタイン       |      |
| #13 | 6月30日 | 「かっこいい動画選手権」               | ランジャタイ            | Aマッソ                 | トム・ブラウン          | アインシュタイン        | ラランド                |      |
| #14 | 7月7日  | 「本当に嫌な罰ゲーム選手権」           | ランジャタイ            | Aマッソ                 | トム・ブラウン          | ラランド                | きつね                  |      |
| #15 | 7月14日 | 「コンビ愛確かめ選手権」               | ランジャタイ            | Aマッソ                 | ラランド                | きつね                  | ぐりんぴーす            |      |
| #16 | 7月21日 | 全12組から厳選!追放芸人動画・大復活祭! | ※ラランド、ランジャタイ | ※ラランド、ランジャタイ | ※ラランド、ランジャタイ | ※ラランド、ランジャタイ | ※ラランド、ランジャタイ |      |
| #17 | 7月28日 | 「TikTokでバズる動画選手権」           | ランジャタイ            | Aマッソ                 | ラランド                | きつね                  | 天竺鼠                  |      |
| #18 | 8月4日  | 「タクシードライバー笑わせ選手権」     | Aマッソ                 | ラランド                | きつね                  | 天竺鼠                  | インディアンス          |      |
| #19 | 8月11日 | 「早朝○○選手権」                       | Aマッソ                 | ラランド                | きつね                  | 天竺鼠                  | とにかく明るい安村      |      |
| #20 | 8月18日 | 「はじめての○○選手権」                 | Aマッソ                 | ラランド                | きつね                  | 天竺鼠                  | クロスバー直撃          |      |

## ネット局
| 放送期間               | 放送時間                     | 放送局         | 対象地域       | 備考   |
| ---------------------- | ---------------------------- | -------------- | -------------- | ------ |
| 2021年4月7日 - 9月29日 | 水曜 0:30 - 1:00（火曜深夜） | テレビ東京     | 関東広域圏     | 製作局 |
|                        |                              | テレビ北海道   | 北海道         |        |
|                        |                              | テレビ愛知     | 愛知県         |        |
|                        |                              | テレビせとうち | 岡山県・香川県 |        |
|                        |                              | テレQ          | 福岡県         |        |
| 2021年10月4日 -        | 火曜 1:30 - 2:00（月曜深夜） | 鹿児島テレビ   | 鹿児島県       |        |

## スタッフ
- ナレーター：武内駿輔
- イラスト：火曜び
- 構成：八代丈寛、佐々木貴博
- CAM：五十嵐陽
- AUD：村本達弥
- 技術協力：SWISH JAPAN、東京オフラインセンター、aai
- 美術：テレビ東京アート
- 編集：安田周平
- MA：坂入寛章
- 音効：遠藤治朗
- セット：岩本朝美
- メイク：山田かつら
- AD：阿久津大、新井布由人、植田真伍、辻智哉
- AP：出家李紅（テレビ東京）
- ディレクター：丸山恵（テレビ東京）、安井堅吾、井戸田健、福田龍誠
- プロデューサー：富田好美（オフィスクレッシェンド）、鈴木晴遼
- 総合演出・プロデューサー：岩下裕一郎（テレビ東京）
- チーフプロデューサー：伊藤隆行・小高亮（テレビ東京）
- 制作協力：ロジック・エンターテインメント
- 製作著作：テレビ東京